# Toa Maru (schip, 1934)

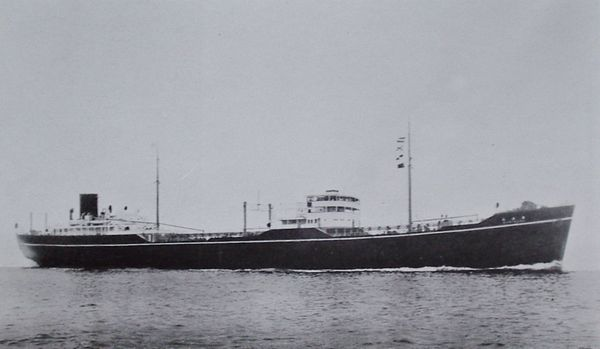
Toa Maru

De Toa Maru (Japans: 東亜丸) was een Japans militair vrachtschip uit de Tweede Wereldoorlog dat gezonken is bij het eiland Ghizo in de Salomonseilanden. Het schip is gezonken op 31 januari 1943 tijdens een luchtaanval door vliegtuigen van de Verenigde Staten.
Op deze dag in januari werd het schip gesignaleerd door Australische verkenningsvliegtuigen waarna een Amerikaans squadron de aanval inzette met 12 Douglas SBD Dauntless-duikbommenwerpers en 8 Grumman F4F Wildcat-jagers. Het schip werd verdedigd door een squadron Zero's en watervliegtuigen.
De aanvallers dachten na de raid het schip tijdens hun bombardementen aanvankelijk niet geraakt te hebben omdat het nog voer toen zij terugvlogen naar hun basis. Er was inmiddels echter brand uitgebroken in de boeg van het schip. Om het brand te blussen heeft de commandant nog geprobeerd het schip te redden door de boeg vol te laten lopen met water om het vuur te blussen; het vuur had zich echter al door het schip verspreid. Uiteindelijk is het schip nabij de kust gezonken en relatief intact op haar stuurboordzijde terechtgekomen.
De "Toa Maru" was een schip van 6732 ton en 140 m lang. Het schip werd in 1938 te water gelaten in Osaka.
Het wrak is tegenwoordig een geliefde duiklocatie voor sportduikers, mede door de ondiepe ligging ervan. Het ligt op 50 m van de kust met als ondiepste punt 8 m en als diepste punt 38 m. Daarmee is het schip zelfs voor snorkelaars zeer goed te bewonderen.
In het ruim van het schip zit nog onder andere een Japanse tank. Verder is het wrak overgroeid met koraal, sponzen en dient het als kunstmatig rif.
Zie ook: Lijst van wrakken in de Salomonseilanden